# Açude Aires de Sousa
Açude Aires de Sousa, também conhecido como Açude Jaibaras, é um açude brasileiro localizado  no estado do Ceará.
Está construído sobre o leito do rio Jaibaras, nos municípios de Sobral e Cariré. Suas obras foram realizadas pelo DNOCS, sendo concluído em 1936.
Sua capacidade é de 104.430.000 m³., .